# Oh Hyeon-gyu
Oh Hyeon-gyu (coreano: 오현규; Corea del Sur, 12 de abril de 2001) es un futbolista surcoreano que juega como delantero en el K. R. C. Genk de la Primera División de Bélgica.

## Trayectoria
Debutó como profesional en la K League 1 con el Suwon Samsung Bluewings F. C. durante la temporada 2019, disputando once partidos de liga. Pasó las dos temporadas siguientes cedido en el club militar Gimcheon Sangmu F. C., donde cumplió el servicio militar. Regresó a los Bluewings en la temporada 2022 y fue el máximo goleador del club con 13 goles.
El 25 de enero de 2023 fue traspasado al Celtic F. C. firmando un contrato de cinco años con el conjunto de Glasgow. Tras una temporada y media se marchó a Bélgica al fichar por el K. R. C. Genk.

## Selección nacional
Representó a Corea del Sur en las categorías internacionales juveniles sub-17, sub-20 y sub-23. Debutó con la selección absoluta el 11 de noviembre de 2022 en un partido amistoso contra Islandia.

## Estadísticas

### Clubes
Actualizado al último partido disputado el 3 de noviembre de 2024.
| Club                                        | Div.          | Temporada     | Liga  | Liga  | Liga   | Copas nacionales | Copas nacionales | Copas nacionales | Copas internacionales | Copas internacionales | Copas internacionales | Total | Total | Total  |
| Club                                        | Div.          | Temporada     | Part. | Goles | Asist. | Part.            | Goles            | Asist.           | Part.                 | Goles                 | Asist.                | Part. | Goles | Asist. |
| ------------------------------------------- | ------------- | ------------- | ----- | ----- | ------ | ---------------- | ---------------- | ---------------- | --------------------- | --------------------- | --------------------- | ----- | ----- | ------ |
| Suwon Samsung Bluewings F. C. Corea del Sur | 1.ª           | 2019          | 11    | 0     | 0      | 1                | 0                | 1                | ―                     | ―                     | ―                     | 12    | 0     | 1      |
| Gimcheon Sangmu F. C. Corea del Sur         | 1.ª           | 2020          | 5     | 2     | 1      | 0                | 0                | 0                | ―                     | ―                     | ―                     | 5     | 2     | 1      |
| Gimcheon Sangmu F. C. Corea del Sur         | 2.ª           | 2021          | 33    | 5     | 3      | 2                | 2                | 2                | ―                     | ―                     | ―                     | 35    | 7     | 5      |
| Gimcheon Sangmu F. C. Corea del Sur         | Total club    | Total club    | 38    | 7     | 4      | 2                | 2                | 2                | 0                     | 0                     | 0                     | 40    | 9     | 6      |
| Suwon Samsung Bluewings F. C. Corea del Sur | 1.ª           | 2021          | 2     | 0     | 0      | 0                | 0                | 0                | ―                     | ―                     | ―                     | 2     | 0     | 0      |
| Suwon Samsung Bluewings F. C. Corea del Sur | 1.ª           | 2022          | 38    | 14    | 2      | 1                | 0                | 0                | ―                     | ―                     | ―                     | 39    | 14    | 2      |
| Suwon Samsung Bluewings F. C. Corea del Sur | Total club    | Total club    | 51    | 14    | 2      | 2                | 0                | 1                | 0                     | 0                     | 0                     | 53    | 14    | 3      |
| Celtic F. C. Escocia                        | 1.ª           | 2022-23       | 16    | 6     | 0      | 2                | 0                | 0                | ―                     | ―                     | ―                     | 18    | 6     | 0      |
| Celtic F. C. Escocia                        | 1.ª           | 2023-24       | 20    | 5     | 0      | 1                | 0                | 0                | 5                     | 0                     | 0                     | 26    | 5     | 0      |
| Celtic F. C. Escocia                        | Total club    | Total club    | 36    | 11    | 0      | 3                | 0                | 0                | 5                     | 0                     | 0                     | 44    | 11    | 0      |
| K. R. C. Genk · Bélgica                     | 1.ª           | 2024-25       | 11    | 3     | 1      | 1                | 1                | 0                | —                     | —                     | —                     | 11)2  | 4     | 1      |
| K. R. C. Genk · Bélgica                     | Total club    | Total club    | 11    | 3     | 1      | 1                | 1                | 0                | 0                     | 0                     | 0                     | 12    | 4     | 1      |
| Total carrera                               | Total carrera | Total carrera | 136   | 35    | 7      | 8                | 3                | 3                | 5                     | 0                     | 0                     | 149   | 38    | 10     |

## Palmarés

### Títulos nacionales
| Título                     | Club                          | País          | Año  |
| -------------------------- | ----------------------------- | ------------- | ---- |
| Korean FA Cup              | Suwon Samsung Bluewings F. C. | Corea del Sur | 2019 |
| Copa de la Liga de Escocia | Celtic F. C.                  | Escocia       | 2023 |
| Scottish Premiership       | Celtic F. C.                  | Escocia       | 2023 |
| Copa de Escocia            | Celtic F. C.                  | Escocia       | 2023 |
| Scottish Premiership       | Celtic F. C.                  | Escocia       | 2024 |
| Copa de Escocia            | Celtic F. C.                  | Escocia       | 2024 |